# Kiznier
Kiznier (ros. Кизнер) – osiedle w Rosji, w Udmurcji, ośrodek administracyjny rejonu kiznierskiego. W 2010 liczyło 9536 mieszkańców.

## Urodzeni
- Nadieżda Tałanowa – rosyjska biathlonistka.